# كيمياء زراعية

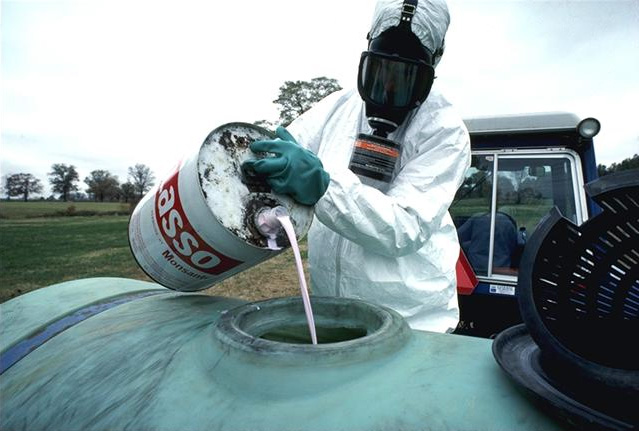

الكيمياء الزراعية هي دراسة لِكِلا علم الكيمياء والكيمياء الحيوية ذوي الأهمية في الإنتاج الزراعي، و تحويل المواد الأولية إلى أطعمة ومشروبات، والرصد البيئي والمعالجة.
هذه الدراسات تؤكد العلاقات بين النباتات، الحيوانات، والبكتيريا مع بيئاتهم.
علم التراكيب والتغيرات الكيميائية شارك في إنتاج وحماية واستخدام المحاصيل والثروة الحيوانية.
وكعلم أساسي فإنه يشمل بالإضافة لأنابيب الاختبار الكيميائية كل العمليات الحيوية التي يحصل البشر من خلالها على الطعام والألياف لأنفسهم و لإطعام حيواناتهم.
كعلم تطبيقي أو تكنولوجيا تطبيقية إنه موجه تماماً للسيطرة على هذه العمليات لزيادة المردود وتحسين الجودة وتخفيض التكاليف.
فرع واحد مهم منها، كيمياء الخامات العضوية، هي المعنية بالدرجة الأولى باستخدام المنتجات الزراعية كمواد أولية كيميائية.
أهداف الكيمياء الزراعية هي توسيع فهم أسباب وآثار تفاعلات الكيمياء الحيوية المتعلقة بنمو النباتات والحيوانات لكشف فرص للسيطرة على هذه التفاعلات وتطوير المنتجات الكيميائية ما يقدم المساعدة أو التحكم المطلوب.
كل فرع علمي يسهم في تقدم الزراعة يعتمد بطريقة أو أخرى على الكيمياء.
ومن هنا فإن الكيمياء الزراعية ليست تخصصاً متميزاً ولكنها القاسم المشترك الذي يربط بين علم الوراثة وعلم الوظائف وعلم الأحياء المجهرية وعلم الحشرات والعديد من العلوم الأخرى التي تؤثر على الزراعة.
المواد الكيميائية تطورت للمساعدة في إنتاج الأطعمة والأعلاف والألياف وتشمل العشرات من مبيدات الأعشاب ومبيدات الحشرات، ومبيدات الفطريات، ومبيدات الآفات الأخرى، ومنظمات نمو النبات والأسمدة والمكملات الغذائية لعلف الحيوانات.
الأهم بين هذه المجموعات من وجهة النظر التجارية: الأسمدة المصنعة، والمبيدات الصناعية (بما في ذلك مبيدات الأعشاب ) والمكملات الغذائية للأعلاف.
هذه الأخيرة تتضمن كلي المكملات الغذائية (المعادن على سبيل المثال) والمركبات الطبية للوقاية من المرض أو مكافحته.
الكيمياء الزراعية غالباً تهدف للحفاظ على خصوبة التربة أو زيادتها، دعم أو تحسين المردود الزراعي، وتحسين جودة المحاصيل.

## التاريخ
- في 1761 يوهان جوتشالك واليريوس نشر عمله الرائد كيمياء الزراعة الأساسية .
- في 1815 همفري ديفي نشر عناصر الكيمياء الزراعية احتمال أنهاواحدة من أوائل الدراسات العملية حول هذا الموضوع.
- في 1840 جوستس فون ليبج نشر الكيمياء في تطبيقاتها على الزراعة وعلم وظائف الأعضاء .

## اقرأ أيضاً
- علم الزراعة
- سماد
- التكنولوجيا الحيوية الزراعية